# Claude Le Coultre
Pour les articles homonymes, voir Le Coultre.
Claude Lecoultre, née le 4 mai 1943 à Genève, est une professeure de chirurgie pédiatrique spécialiste de la greffe des enfants brûlés et de la transplantation du foie.

## Biographie
En 1979 elle passe son diplôme FMH en chirurgie pédiatrique. Elle se spécialise plus tard dans la chirurgie hépatique. Elle est vice-doyenne de la faculté de médecine et succédant à Antoine Cuendet, devient professeure à l'Université de Genève, pour la chaire de pédiatrie. 
Elle est directrice du service de chirurgie pédiatrique des Hôpitaux Universitaires de Genève de 1991 à 2004. elle devient renommée pour son travail de chirurgienne dans le domaine de la transplantation.  Elle devient déléguée de la direction des HUG aux affaires humanitaires et travaille pour le CICR et Children Action,. Elle s'implique notamment pour le FSH, le Fonds du Comité international de la Croix-Rouge (CICR) en faveur des handicapés (FSH).
Dès 1993 elle s'implique dans le projet d'agrandissement de l'hôpital des enfants.
Le 6 mars 2007 elle devient présidente de la fondation Artères, fondée le même jour,. Le but de la fondation est de rechercher des fonds privés pour compléter les fonds publics afin de soutenir des projets de recherche dans les domaines de la recherche fondamentale, la recherche clinique et l’amélioration du confort des patients. 

## Publications
- Barbara Wildhaber, Claude Pierrette Le Coultre, Bernard Génin, Ingestion of magnets: innocent in solitude, harmful in groups. In: Journal of Pediatric Surgery, 2005, vol. 40, no 10, p. e33-5
- Claude Pierrette Le Coultre et al, Améliorations techniques et enjeux extrahépatiques de la transplantation hépatique chez l’enfant. In: Médecine & Hygiène, 2002, vol. 60, p. 352-9, 737-9
- Claude Pierrette Le Coultre et al, Biliary atresia and orthotopic liver transplantation. 11 years of experience in Geneva. In: Swiss Surgery, 2001, vol. 7, no 5, p. 199-204.
- Catherine Thévenod-Mottet, Alain Lironi, Claude Pierrette Le Coultre, Épidémiologie des traumatismes à in-line skate : état des connaissances. In: Revue d'épidémiologie et de santé publique, 2000, vol. 48, no 3, p. 271-80.